# Nernst-Gleichung
Die Nernst-Gleichung ist eine fundamentale Gleichung der Elektrochemie, die die Abhängigkeit des Elektrodenpotentials eines Redox-Paares {\displaystyle {\text{Ox}}+z_{\mathrm {e} }\ e^{-}\rightleftharpoons \ {\text{Red}}} von den Konzentrationen der beteiligten Substanzen und der Temperatur beschreibt. Nach dem deutschen Chemie-Nobelpreisträger Walther Nernst benannt, lautet ihre ausführliche Form, in der der Quotient {\displaystyle {a_{\mathrm {Ox} }}/{a_{\mathrm {Red} }}} vielfach auch als Reaktionsquotient {\displaystyle Q_{\mathrm {r} }} bezeichnet wird:
{\displaystyle {\begin{aligned}E&=E^{0}+{\frac {R\cdot T}{z_{e}\cdot F}}\cdot \ln {\frac {a_{\mathrm {Ox} }}{a_{\mathrm {Red} }}}\\&=E^{0}+{\frac {R\cdot T}{z_{e}\cdot F}}\cdot \ln Q_{\mathrm {r} }\end{aligned}}}
mit
- dem Elektrodenpotential {\displaystyle E}
- dem Standardelektrodenpotential {\displaystyle E^{0}}
- der universellen oder molaren Gaskonstante {\displaystyle {\begin{aligned}R&=8{,}31447\ \mathrm {\tfrac {J}{mol\cdot K}} \\&=8{,}31447\ \mathrm {\tfrac {C\cdot V}{mol\cdot K}} \end{aligned}}}
- der absoluten Temperatur {\displaystyle T} in Kelvin
- der Anzahl {\displaystyle z_{\mathrm {e} }} der übertragenen Elektronen (Äquivalentzahl)
- der Faraday-Konstante {\displaystyle {\begin{aligned}F&=96\,485\ \mathrm {\tfrac {C}{mol}} \\&=96\,485\ \mathrm {\tfrac {J}{V\cdot mol}} \end{aligned}}}
- der Aktivität {\displaystyle a} des betreffenden Redox-Partners (für verdünnte Lösungen kann auch die Stoffmengenkonzentration {\displaystyle c} eingesetzt werden).

Nimmt man an, dass eine Temperatur von {\displaystyle T=298,15\mathrm {K} }, {\displaystyle \theta =25^{\circ }\mathrm {C} } vorliegt, so kann man die Nernst-Gleichung vereinfachen zu:
{\displaystyle {\begin{aligned}E&=E^{0}+{\frac {26\ \mathrm {mV} }{z_{e}}}\cdot \ln {\frac {a_{\mathrm {Ox} }}{a_{\mathrm {Red} }}}=E^{0}+{\frac {59\ \mathrm {mV} }{z_{e}}}\cdot \lg {\frac {a_{\mathrm {Ox} }}{a_{\mathrm {Red} }}}\\&=E^{0}+{\frac {26\ \mathrm {mV} }{z_{e}}}\cdot \ln Q_{\mathrm {r} }=E^{0}+{\frac {59\ \mathrm {mV} }{z_{e}}}\cdot \lg Q_{\mathrm {r} }\end{aligned}}}
Man beachte, dass in dieser Form der Nernst-Gleichung in den beiden „rechten“ Varianten der dekadische Logarithmus {\displaystyle \lg } und nicht der natürliche Logarithmus {\displaystyle \ln } steht.
| Herleitung der vereinfachten Nernst-Gleichung |
| Die Nernst-Gleichung in allgemeiner Form {\displaystyle E=E^{0}+{\frac {R\cdot T}{z_{e}\cdot F}}\cdot \ln {\frac {a_{\mathrm {Ox} }}{a_{\mathrm {Red} }}}} kann für vorgegebene Temperaturen weitgehend ausgerechnet werden. Setzt man nun die allgemeine Gaskonstante {\displaystyle R} und die Faraday-Konstante {\displaystyle F} ein und nimmt eine Temperatur von {\displaystyle T=25\ ^{\circ }\mathrm {C} =298{,}15\ \mathrm {K} } an, so erhält man: {\displaystyle E=E^{0}+{\frac {8{,}314\ {\frac {\mathrm {J} }{\mathrm {mol\cdot K} }}\cdot 298{,}15\,\mathrm {K} }{z_{e}\cdot \ 96\,485\ {\frac {\mathrm {C} }{\mathrm {mol} }}}}\cdot \ln {\frac {a_{\mathrm {Ox} }}{a_{\mathrm {Red} }}}} Nun soll der natürliche Logarithmus in einen dekadischen Logarithmus umgeformt werden. Hierfür ist folgende Basisumformung notwendig: {\displaystyle \lg {\frac {a_{\mathrm {Ox} }}{a_{\mathrm {Red} }}}={\frac {\ln {\frac {a_{\mathrm {Ox} }}{a_{\mathrm {Red} }}}}{\ln 10}}\ \Leftrightarrow \ \ln {\frac {a_{\mathrm {Ox} }}{a_{\mathrm {Red} }}}=\lg {\frac {a_{\mathrm {Ox} }}{a_{\mathrm {Red} }}}\cdot \ln 10} {\displaystyle \Rightarrow E=E^{0}+{\frac {8{,}314\ {\frac {\mathrm {J} }{\mathrm {mol\cdot K} }}\cdot 298{,}15\,\mathrm {K} }{z_{e}\cdot \ 96\,485\ {\frac {\mathrm {C} }{\mathrm {mol} }}}}\cdot \ln 10\cdot \lg {\frac {a_{\mathrm {Ox} }}{a_{\mathrm {Red} }}}} Durch Zusammenfassen der Konstanten erhält man: {\displaystyle {\frac {8{,}314\ {\frac {\mathrm {J} }{\mathrm {mol\cdot K} }}\cdot 298{,}15\ \mathrm {K} \cdot \ln 10}{96\,485\ \mathrm {\frac {C}{mol}} }}=59{,}15...\,\mathrm {mV} \approx 59\,\mathrm {mV} } Somit erhält man die Nernst-Gleichung in vereinfachter Form: {\displaystyle E=E^{0}+{\frac {59\ \mathrm {mV} }{z_{e}}}\cdot \lg {\frac {a_{\mathrm {Ox} }}{a_{\mathrm {Red} }}}} |

| Anmerkung zu verschiedenen in der Literatur zu findenden Schreibweisen der Nernst-Gleichung |
| Für alle {\displaystyle a,b>0} gilt: {\displaystyle {\color {red}{+}}\log {\frac {a}{b}}={\color {blue}{-}}\log {\frac {b}{a}}} Somit gilt: {\displaystyle E=E^{0}{\color {red}{+}}{\frac {RT}{z_{e}F}}\ \ln {\frac {a_{\mathrm {Ox} }}{a_{\mathrm {Red} }}}\Longleftrightarrow E=E^{0}{\color {blue}{-}}{\frac {RT}{z_{e}F}}\ \ln {\frac {a_{\mathrm {Red} }}{a_{\mathrm {Ox} }}}} Und auch: {\displaystyle E=E^{0}{\color {red}{+}}{\frac {59\ \mathrm {mV} }{z_{e}}}\ \lg {\frac {a_{\mathrm {Ox} }}{a_{\mathrm {Red} }}}\Longleftrightarrow E=E^{0}{\color {blue}{-}}{\frac {59\ \mathrm {mV} }{z_{e}}}\ \lg {\frac {a_{\mathrm {Red} }}{a_{\mathrm {Ox} }}}} |

## Interpretation und Bedeutung

Galvanische Zelle

Jede Kombination von zwei Elektroden nennt man Galvanische Zelle (z. B. Batterien, Akkus oder auch biologische Zellen). Ihre Leerlaufspannung U0 (historisch: Elektromotorische Kraft) ist gleich der Potentialdifferenz ΔE der Elektroden, die bei Anwendung der Nernst-Gleichung auf die Halbzellen berechnet werden kann als:
{\displaystyle U_{0}=\Delta E=E_{Akzeptor}-E_{Donator}}
mit
- dem Elektrodenpotential {\displaystyle E_{Akzeptor}} des Elektronenakzeptors
- dem Elektrodenpotential {\displaystyle E_{Donator}} des Elektronendonators

Analog erlaubt sie die Berechnung der sich einstellenden Gleichgewichtsaktivitäten, wenn an die Halbzellen eine Spannung angelegt wird.
Die Nernst-Gleichung besitzt zentrale Bedeutung in der Elektrochemie, Galvanik und Elektroanalytik, weil sie die elektrische Größe Spannung (bzw. Elektrodenpotential) mit der chemischen Größe Konzentration verbindet. Sie gilt streng genommen nur für Zellen ohne Überführung (d. h. z. B. ohne eine Ionenbrücke) und stromlose Vorgänge, bietet aber einen Ausgangspunkt für die Herleitung von Gleichungen in stromdurchflossenen elektrochemischen Systemen.
Das Nernstpotential U0 multipliziert mit der Ladung z·F für einen molaren Stoffumsatz z·F·U0 ergibt die Gibbsenergie ∆G:
{\displaystyle \Delta G=-z\cdot F\cdot U_{0}}
Das Nernstpotential gibt demnach die chemische Energie der elektrochemischen Reaktion, geteilt durch die beteiligte Ladung, an:
{\displaystyle \Leftrightarrow U_{0}=-{\frac {\Delta G}{z\cdot F}}}

## Alternative Formulierungen
Die Bezeichnung Nernst-Gleichung wird je nach Anwendung für verschiedene abgeleitete oder erweiterte Gleichungen benutzt.

### Spezielle (historische) Nernst-Gleichung
Die ursprüngliche Form leitete der deutsche Physiker und Chemiker Walther Nernst im Jahr 1889 unter Verwendung der Konzentrationen {\displaystyle c\ } ab:
{\displaystyle E=E^{0}+{\frac {R\cdot T}{z_{\mathrm {e} }\cdot F}}\cdot \ln {\frac {c_{\mathrm {Ox} }}{c_{\mathrm {Red} }}}}
Der Faktor {\displaystyle {\tfrac {R\cdot T}{z_{\mathrm {e} }\cdot F}}} wird Nernst-Faktor oder Elektrodensteilheit genannt. Eine Tabelle dieses Faktors für verschiedene Temperaturen befindet sich in genanntem Artikel.

#### Schreibweise
Die Schreibweise von Nernst hat sich eingebürgert.
Wenn man aber {\displaystyle R=k_{B}\cdot N_{A}}, {\displaystyle F=e\cdot N_{A}} und {\displaystyle z_{\mathrm {e} }\cdot e=q} einsetzt (Angabe der Ladungsträger absolut in Coulomb statt als Vielfaches der Elementarladung) {\displaystyle e}, erhält man:
{\displaystyle {\begin{aligned}E&=E^{0}+{\frac {k_{B}\cdot T}{q}}\ \cdot \ln {\frac {c_{\mathrm {Ox} }}{c_{\mathrm {Red} }}}\\&=E^{0}+U_{T}(q)\cdot \ln {\frac {c_{\mathrm {Ox} }}{c_{\mathrm {Red} }}}\end{aligned}}}.
mit
- der Boltzmannkonstante {\displaystyle k_{B}}
  - der Avogadrokonstante {\displaystyle N_{A}}
- der Temperaturspannung {\displaystyle U_{T}(q)={\tfrac {k_{B}\cdot T}{q}}} für Ladungsträger der Ladung {\displaystyle q} aus der Festkörper- und Halbleiterphysik.

### Allgemeine Nernst-Gleichung (Herleitung)
Für die Änderung der Gibbs-Energie (Freien Enthalpie) {\displaystyle \Delta _{\mathrm {R} }G} einer chemischen Reaktion, an der {\displaystyle k} Stoffe {\displaystyle A_{1},\dots ,A_{k}} gemäß
{\displaystyle \nu _{1}A_{1}+\nu _{2}A_{2}+\dots \longrightarrow \dots +\nu _{k-1}A_{k-1}+\nu _{k}A_{k}}
beteiligt sind, gilt
{\displaystyle \Delta _{\mathrm {R} }G=\Delta _{\mathrm {R} }G^{0}+R\cdot T\cdot \ln \prod _{i=1}^{k}a_{i}^{\nu _{i}}}
mit
- der auf die Standardbedingungen bezogenen Aktivität {\displaystyle a_{i}}des Stoffes {\displaystyle i}
- dem stöchiometrischen Koeffizient {\displaystyle \nu _{i}} des Stoffes {\displaystyle i} in der Reaktionsgleichung (negativ für Edukte).

Der Zusammenhang zwischen {\displaystyle \Delta _{\mathrm {R} }G} und dem Logarithmus
ist plausibel, da einerseits {\displaystyle \Delta _{\mathrm {R} }G} proportional zur
Teilchenzahl (oder der Schreibweise der chemischen Gleichung) ist, andererseits
in den Aktivitätsquotienten die einzelnen Aktivitäten mit der Potenz der
stöchiometrischen Koeffizienten eingehen. Der Logarithmus wandelt den Exponenten in
einen Faktor um.
{\displaystyle \mathrm {2\,H_{2}+O_{2}\longrightarrow 2\,H_{2}O} } ergibt pro {\displaystyle \mathrm {H_{2}O} }
dasselbe (elektro-)chemische Potential wie:
{\displaystyle \mathrm {H_{2}+{1 \over 2}\ O_{2}\longrightarrow H_{2}O} \qquad }.
{\displaystyle \Delta _{\mathrm {R} }G} ist die bei konstantem Druck und konstanter Temperatur aus der Reaktion maximal gewinnbare Arbeit, die vollständig in nutzbare elektrische Arbeit umgewandelt werden kann. Aufgrund des Energieerhaltungssatzes gilt:
{\displaystyle \Delta _{\mathrm {R} }G=-z_{e}\cdot F\cdot \Delta E}
was in der allgemeinen Nernst-Gleichung resultiert:
{\displaystyle \Delta E=\Delta E^{0}-{\frac {R\cdot T}{z_{e}\cdot F}}\cdot \ln \prod _{i=1}^{k}a_{i}^{\nu _{i}}}
Die allgemeine Nernst-Gleichung erlaubt für die betrachtete Reaktion die Berechnung
- der Richtung:
  - freiwillig für {\displaystyle \Delta E>0}
  - erzwungen für {\displaystyle \Delta E<0}
  - Gleichgewicht für {\displaystyle \Delta E=0}; hier dann auch Berechnung der Gleichgewichtskonstanten
- der Spannung {\displaystyle \Delta E}, welche die Reaktion liefert, wenn man ihre Redox-Teilreaktionen in getrennten Halbzellen ablaufen lässt.

siehe auch: chemisches Potential, elektrochemisches Potential

## Anwendung
Die Nernst-Gleichung wird in der potentiometrischen Titration verwendet. Beispielsweise wird eine Messelektrode in eine Probelösung eingetaucht und muss auf das zu bestimmende Ion reagieren, d. h. das Potential dieser Elektrode muss abhängig von der Konzentration des zu bestimmenden Ions sein. Diese Abhängigkeit wird durch die Nernst-Gleichung beschrieben. Bei dem Versuch ist darauf zu achten, dass die Messung stromlos erfolgt, da sich sonst durch Elektrolyse die Potentiale verfälschen würden. Man verwendete daher zur Messung eine Spannungs-Kompensationsschaltung.

### Reduktion
Für die Reduktion
{\displaystyle \mathrm {Ox+{\mathit {z}}_{\mathit {e}}e^{-}\longrightarrow Red} }
geht die allgemeine Form unmittelbar in die erstgenannte Gleichung über. Diese Identität hat zwei praktische Bedeutungen:
- Die elektrochemische Spannungsreihe listet prinzipiell Reduktionen.
- Da man jede chemische Reaktion in Oxidations- und Reduktions-Teilreaktionen von Redox-Paaren zerlegen kann, ist ΔE die Summe der Nernst-Gleichungen für die Teilreaktionen, die mit den zugehörigen stöchiometrischen Koeffizienten multipliziert sind. Dabei gehen die Oxidationsteilreaktionen mit negativem stöchiometrischen Koeffizienten ein, die Reduktionsteilreaktionen mit positiven.

### Knallgasreaktion
Die Teilreaktionen der Knallgasreaktion
{\displaystyle \mathrm {2\ H_{2}+O_{2}\longrightarrow 2\ H_{2}O} }
laufen als Oxidation
{\displaystyle \mathrm {2\ H_{2}\longrightarrow 4\ H^{+}+4\ e^{-}} }
bzw. Reduktion
{\displaystyle \mathrm {O_{2}+4\ e^{-}\longrightarrow 2\ O^{2-}} }
räumlich getrennt in Wasserstoff-Sauerstoff-Brennstoffzellen ab. Die damit erzielbare Spannung kann mit der Nernst-Gleichung berechnet werden und beträgt unter Standardbedingungen ΔE0 = 1,23 V.

### Konzentrationselemente

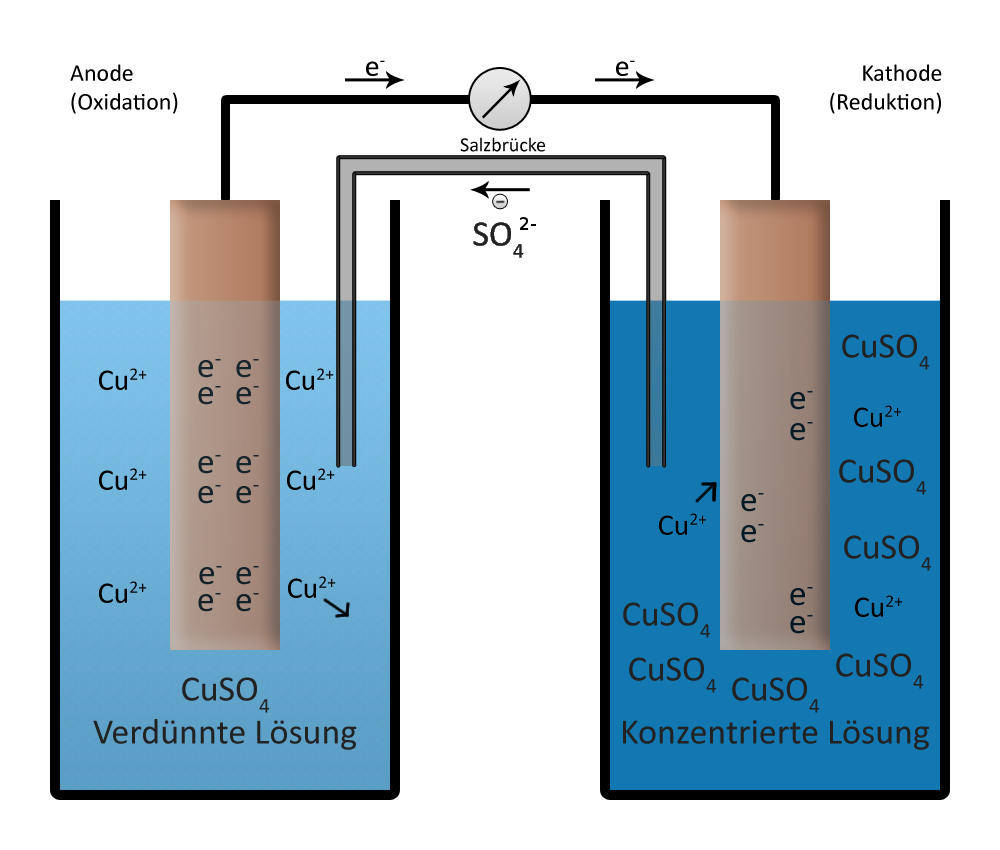
Kupfer-Konzentrationselement

Ein Konzentrationselement besteht aus zwei Halbzellen, die Elektrolyte mit den gleichen Bestandteilen enthalten, aber mit unterschiedlicher Ionenkonzentration. Es eignet sich daher besonders zur Demonstration der Nernst-Gleichung.
Ein Beispiel ist ein Kupfer-Konzentrationselement aus zwei Kupferelektroden und zwei Kupfersulfatlösungen, die sich nur in der Konzentration unterscheiden. Bei Stromfluss gleichen sich dann die Konzentrationen in den Zellen an, denn es laufen folgende Reaktionen ab:
- die Reduktion in der Halbzelle mit der größeren Kupferionenkonzentration cg:

{\displaystyle \mathrm {Cu^{2+}({\mathit {c}}_{g})+2\ e^{-}\longrightarrow Cu} }
- die Oxidation in der Halbzelle mit der geringeren Kupferionenkonzentration ck:

{\displaystyle \mathrm {Cu\longrightarrow Cu^{2+}({\mathit {c}}_{k})+2\ e^{-}} }.
Anhand der Nernst-Gleichungen für die Teilreaktionen oder mit der allgemeinen Nernst-Gleichung der Gesamtreaktion erhält man für die Spannung {\displaystyle \Delta E} des Kupfer-Konzentrationselements:
{\displaystyle {\begin{aligned}\Delta E&={\frac {R\cdot T}{2\cdot F}}\cdot \ln {\frac {c_{\mathrm {g} }(\mathrm {Cu} ^{2+})}{1}}-{\frac {R\cdot T}{2\cdot F}}\cdot \ln {\frac {c_{\mathrm {k} }(\mathrm {Cu} ^{2+})}{1}}\\&={\frac {R\cdot T}{2\cdot F}}\cdot \ln {\frac {c_{\mathrm {g} }(\mathrm {Cu} ^{2+})}{c_{\mathrm {k} }(\mathrm {Cu} ^{2+})}}\end{aligned}}}
Allgemein gilt damit für die Spannung eines Konzentrationselements:
{\displaystyle \Delta E={\frac {R\cdot T}{z_{e}\cdot F}}\cdot \ln {\frac {a_{\mathrm {g} }}{a_{\mathrm {k} }}}}
bzw. im Temperaturbereich von 22 bis 26 °C noch einmal vereinfacht:
{\displaystyle \Delta E={\frac {59\ \mathrm {mV} }{z_{e}}}\cdot \lg {\frac {a_{\mathrm {g} }}{a_{\mathrm {k} }}}}

### Konzentrationselemente mit verschiedenen Elementen
Konzentrationselemente mit unterschiedlichen Elementen und Konzentrationen, die von den Standardbedingungen abweichen, werden durch folgende Formel beschrieben; ihr abschließender Quotient {\displaystyle {(c_{\mathrm {ox} })^{a}}/{(c_{\mathrm {red} })^{b}}} wird dabei in selber Weise formuliert wie beim MWG üblich, stöchiometrische Koeffizienten der einzelnen Reaktionspartner (nachfolgend Vorfaktoren genannt) werden also zu Exponenten, und die Aktivitäten bzw. Konzentrationen von Reaktanten, die als Gas oder Feststoff vorliegen (z.  als ungelöstes Salz oder metallische Elektrode (s. o.)), werden gleich 1 gesetzt und verschwinden damit praktisch aus der Rechnung:
{\displaystyle E=E^{0}+{\frac {59\ \mathrm {mV} }{z_{e}}}\cdot \lg {\frac {(c_{\mathrm {ox} })^{a}}{(c_{\mathrm {red} })^{b}}}} .
- {\displaystyle a}:  Vorfaktor der Oxidationsseite  (Beispiel:  {\displaystyle {\color {red}{4}}\,\mathrm {H} ^{+}})
- {\displaystyle b}:  Vorfaktor der Reduktionsseite (Beispiel:  {\displaystyle {\color {red}{2}}\,\mathrm {H_{2}\;\!\!O} })

### pH-Wert
Betrachten wir H+-Konzentrationselemente ({\displaystyle z_{e}=1}), dann geht die Nernst-Gleichung
- bei Raumtemperatur (T = 298,15 K ≙ 25 °C)
- Umwandlung des natürlichen Logarithmus in den dekadischen Logarithmus (lg a(H+) = ln a(H+) / ln 10) und
- unter Beachtung der Definition des pH-Wertes (pH = −lg a(H+))

über in die Form:
{\displaystyle \Delta E=-59\,\mathrm {mV} \,(\mathrm {pH} _{1}-\mathrm {pH} _{2})}
Glaselektroden zur pH-Messung stellen im Prinzip solche H+-Konzentrations-Elemente dar. In ihnen befindet sich eine Lösung mit bekanntem pH-Wert. Wird Kontakt zu einer Lösung mit unbekanntem pH-Wert hergestellt, so misst das zugehörige Messgerät eine Spannung, die mit dem Faktor 59 mV direkt in einen pH-Wert umgerechnet und angezeigt wird. Der Faktor kann herstellungsbedingt variieren und muss vor der Verwendung kalibriert werden, liegt jedoch immer nahe 59 mV.

### Lambdasonden
Bei einer Lambdasonde, deren Sensorelement für Sauerstoffionen leitfähig ist, stellt sich aufgrund des Konzentrationsgefälles des Sauerstoffes zwischen Luft und Abgas eine Spannung ein, die benutzt wird, um mit der Lambdaregelung ein gewünschtes Gemisch einzustellen.

### Nernst-Gleichung in der Biologie und Physiologie
In biologischen Systemen trennen Zellmembranen Bereiche unterschiedlicher Ionenkonzentrationen. Ist die Membran für ein bestimmtes Ion selektiv permeabel, so wird es entlang des Konzentrationsgradienten diffundieren; gleichzeitig entsteht aber, da das Ion geladen ist, eine Spannung (Ruhemembranpotential). Mit der Nernst-Gleichung lässt sich die Gleichgewichtslage dieses Vorgangs beschreiben.
Gebräuchlich ist eine vereinfachte Form der Gleichung, bei der R, F und T (310 K ≈ 37 °C, d. h. Körpertemperatur) sowie der Umrechnungsfaktor zum dekadischen Logarithmus in eine Konstante gefasst werden:
{\displaystyle E={\frac {61{,}51\,\mathrm {mV} }{z_{e}}}\cdot \lg {\frac {c_{\mathrm {aussen} }}{c_{\mathrm {innen} }}}}
Siehe auch: Goldman-Gleichung